# Geo. F. Trumper

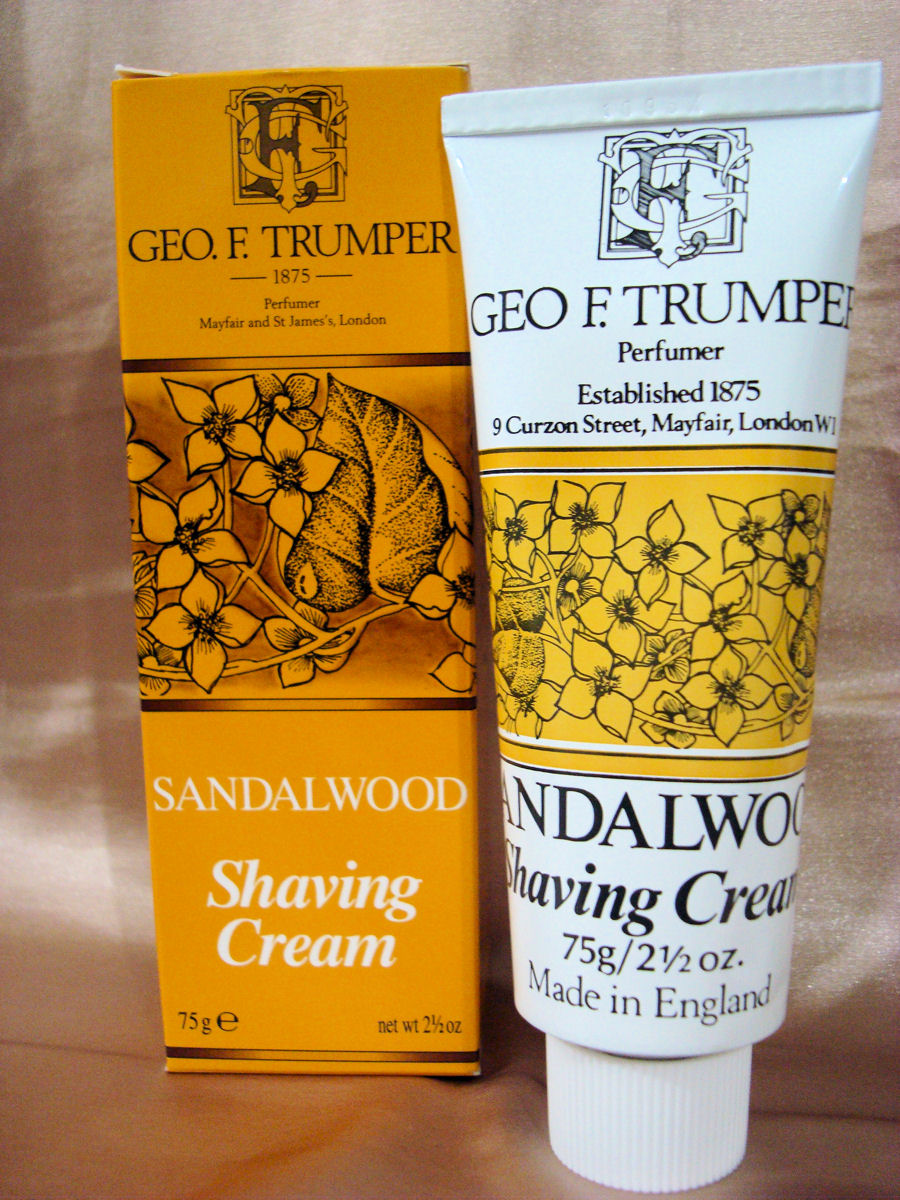
Crema para afeitar de Trumper con aroma a sándalo. En su elegante presentación se puede observar, además de su logotipo, su dirección en Londres y el año de fundación (1875).

Geo. F. Trumper, popularmente llamado simplemente Trumper o Trumper's, es una peluquería tradicional y perfumista para caballeros con sede en Londres. Posee la autorización real por parte de la Reina Victoria y otros cinco monarcas británicos.
Se le considera la barbería más fina de Londres y se le conoce a nivel mundial por sus productos de calidad inigualable entre los que se pueden mencionar sus famosas cremas para afeitar de estilo tradicional para usar con brocha, jabones, aftershaves, maquinillas de afeitar, gemelos, corbatas, sombrillas, etc.
Es una marca de larga tradición en Inglaterra, junto con Truefitt & Hill y Taylor of Old Bond Street.

## Historia
Fue establecida durante la Época Victoriana en 1875 por George Trumper, abriendo operaciones con una tienda en Curzon Street, en Mayfair. El interior de este primer local aún conserva sus celdas originales de caoba y vitrinas desde el siglo XX. En 1960, se inauguró un segundo local ubicado en Jermyn Street, St. James's.
Muchos de sus productos llevan siglos en el mercado. La elaboración de los mismos es a mano, lo cual mantiene el estilo tradicional de los mismos. Sus aftershaves llevan el nombre de Skin Food (literalmente: alimento para la piel) y se elaboran a base de agua de rosas, una fórmula muy distinta a la mayoría de los productos convencionales.

## Servicio a los caballeros a través del tiempo
Geo. F. Trumper ha servido a todo tipo de caballeros desde 1875 incluyendo a importantes figuras de gobierno, de la diplomacia y de la industria del entretenimiento; incluso al Duque de Edimburgo. Sin embargo, sus puertas están abiertas a todo el público.

## Gama de aromas
Geo. F. Trumper se distingue por además de ofrecer productos con aromas complejos (tipo perfume), por ofrecer aromas 100% naturales y simples como extracto de limas, rosas, coco, almendra, sándalo, lavanda, entre otros. A continuación, una breve descripción de algunos de ellos según el sitio oficial.

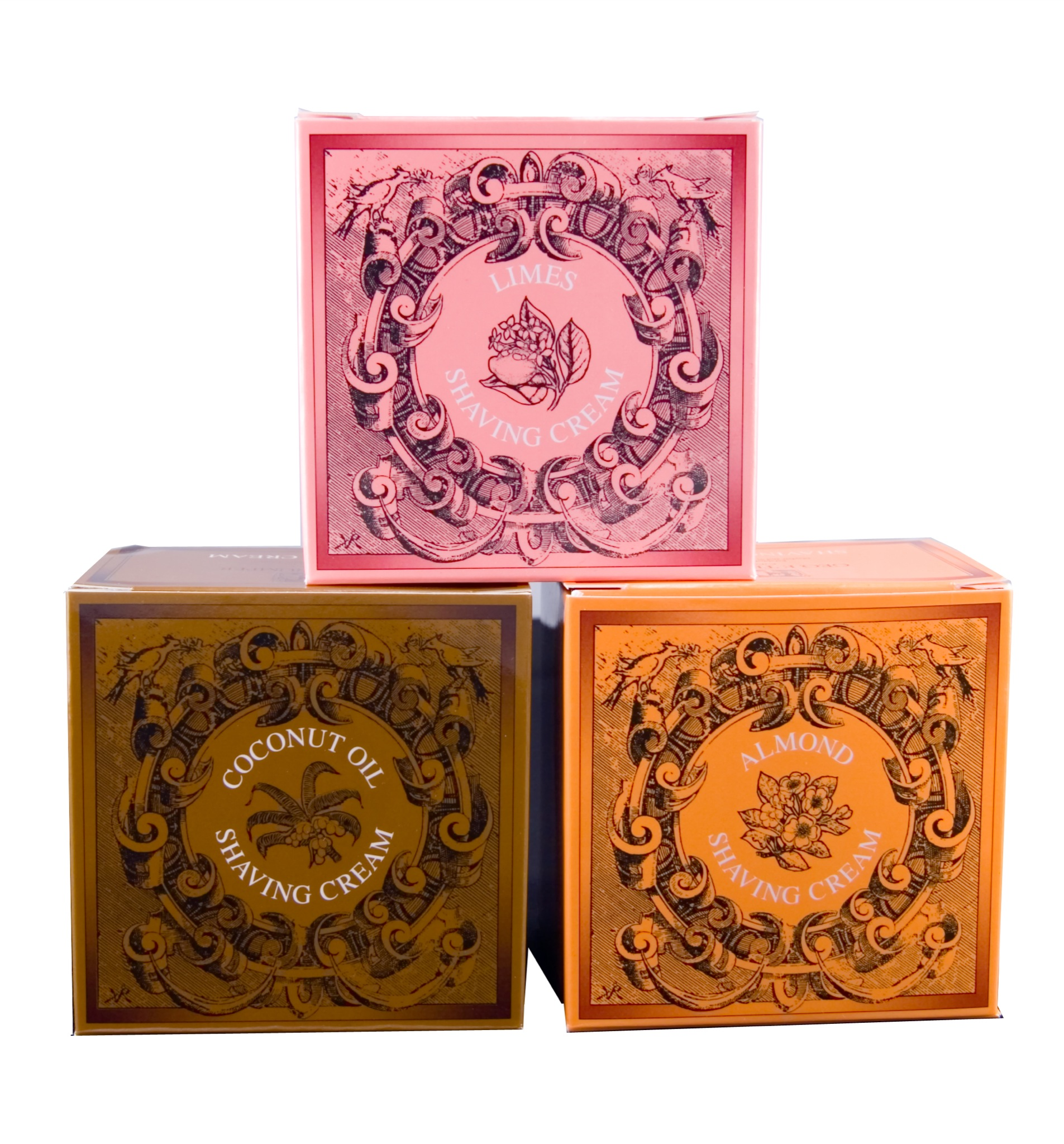
Cremas para afeitar de Geo.F. Trumper en su típica presentación de estilo tradicional. Aromas: Limas (arriba), coco (izquierda) y almendra (derecha).

- Almendra: el aroma de almendras es suave y calmante. Envuelto en un templado, aún refrescante aroma, el delicado toque de almendras dulces nutre la piel del caballero. El aroma de almendras se usa para la elaboración de jabones, geles para ducha, champús, jabones y cremas de afeitar.

- Bay Rum: es un aroma vigorizante con especias picantes, hojas de bahía y clavos de olor. Vibrante, vívido y estimulante es una colonia destacada de la prestigiosa barbería londinense. La fragancia Bay Rum se usa para la elaboración de perfumes.

- Coco: es un aroma suave y fresco, extraído de la pulpa fresca de coco. El aceite contenido es esta fragancia tiene grandes propiedades humectantes. El aroma de coco se usa en la elaboración de jabones y cremas para afeitar y champús.

- Eucris: es una aroma con notas de sándalo, almizcle, musgo y lirio del valle. Se usa en la elaboración de perfumes y jabones de afeitar.

- Extracto de limas: es un aroma natural de limas tropicales. Muy usado en la elaboración de aftershaves, cremas y jabones de afeitar, colonias, perfumes, champús, jabones y geles para la ducha.

- GFT: es una fragancia clásica de la marca con notas cítricas, toques de madera y notas florales. Es una fragancia que ha tenido distinción en la sociedad londinense.[3]

- Rosa: la rosa tiene una larga historia como aroma de productos para caballero, aunque no sea el más usado hoy en día en el mundo de la moda. Uno de los jabones más tradicionales de Geo.F. Trumper es precisamente el de rosa, con más de 130 años de historia, posee una intensa fragancia inglesa. Se le considera un aroma de gran tradición. Se le atribuyen propiedades terapéuticas situables para pieles sensibles.. El aroma natural de rosas se usa para la elaboración de cremas y jabones de afeitar, así como en aftershaves.

- Sándalo: es aroma templado que se usa para la elaboración de cremas y jabones de afeitar, desodorantes, champús y geles de ducha, colonias, perfumes y jabones de tocador.

- Violeta: al igual que la rosa, esta flor se usado para la elaboración de fragrancias masculinas durante siglos.[4] Se le atribuyen propiedades terapéuticas situables para pieles sensibles. La fragancia Violeta se usa para la elaboración de cremas y jabones de afeitar, y colonias.

## Actualidad
Hoy en día, Geo. F. Trumper continúa la tradición de excelencia en el arreglo y cuidado para caballeros. Entre sus servicios destaca un afeitado tradicional con navaja a cargo de un barbero profesional. También le ofrece a sus clientes una escuela de afeitado en donde se les enseña a los hombres cómo afeitarse de la mejor manera sin importar la maquinilla o navaja de su elección.
Entre sus más famosas fragancias destacan nombres como Astor, Wellington, Curzon, Sylvester, Royal, Skye, Eucris, Spanish Leather, Marlborough y su clásica GFT.